# Routhierite
La routhierite è un minerale.